# Brajše
Brajše (en serbe cyrillique : Брајше) est un village du sud-est du Monténégro, dans la municipalité d'Ulcinj.

## Démographie

### Évolution historique de la population
| 1948 | 1953 | 1961 | 1971 | 1981 | 1991 | 2003 |
| ---- | ---- | ---- | ---- | ---- | ---- | ---- |
| 550  | 577  | 679  | 696  | 799  | 859  | 767  |